# Emenagogo
El término de origen griego emenagogo se utiliza para referirse a los principios activos, medicamentos o remedios a base de hierbas, que pueden estimular el flujo sanguíneo en el área de la pelvis y el útero, y en algunos casos, fomentar la menstruación. Los principios activos con estas propiedades pueden ser usados en la terapia llamada emenagoga, en los casos de ausencia del flujo menstrual por razones distintas al embarazo.

## Fitoterapia
Ejemplos de plantas de propiedades emenagogas: el ajenjo (Artemisia absinthium), la artemisa común (Artemisia vulgaris), perejil (Petroselinum crispum), angélica (Angelica archangelica), nuez moscada (Myristica fragrans), jengibre (Zingiber officinale), la manzanilla (Matricaria chamomilla), caléndula y el enebro/sabina.